# جنتو (باشگاه)
جنتو (به انگلیسی: Junto /ˈdʒʌn toʊ/) کلوبی بود که بنجامین فرانکلین در ۱۷۲۷ در فیلادلفیا بنا نهاد. این کلوب با نام Leather Apron Club (به معنی کلوب پیشبند چرمی) نیز شناخته می‌شد و هدف آن بحث درباره پرسش‌های اخلاقی، سیاسی و فلسفی و تبادل دانش درباره کسب و کار بود.
این گروه در آغاز دوازده عضو داشت که همگی اهل فیلادلفیا ولی با پیشه‌های گوناگون بودند. با آنکه همه اعضای آن از بنجامین فرانکلین، که در زمان بنیانگذاری گروه ۲۱ ساله بود، مسن‌تر بودند، او را می‌توان رهبر گروه خواند. اعضای گروه جمعه شب‌ها دیدار داشتند و درباره موضوعات علمی، سیاسی و اخلاقی روز گفتگو می‌کردند. هر کس به نوبت یک یا چند پرسش درباره یکی از نکات اخلاقی، سیاسی یا علمی می‌پرسید تا گروه به بحث درباره آن بنشیند؛ و هر سه ماه یکبار خود فرد مقاله کوتاهی را درباره موضوعات مورد علاقه‌اش می‌نگاشت و برای دیگران می‌خواند. بحث‌ها باید زیر نظر یک نماینده اداره و خالصانه در جهت کشف حقیقت هدایت می‌شد بی‌آنکه افراد فریفته میل به پیروزی یا مشاجره با دیگران شوند.
امروزه گروه‌های گوناگون هونتو در امریکای شمالی، اروپای غربی، هنگ کنگ و استرالیا فعالند.